# Ernst Friedrich Glocker
Ernst Friedrich Glocker (* 1. Mai 1793 in Stuttgart; † 18. Juli 1858, ebenda) war ein deutscher Mineraloge, Geologe und Paläontologe.

## Leben
Glocker studierte in Tübingen Philosophie, Theologie und Naturwissenschaft. Nachdem er in Bulach und Aalen geistliche Ämter verwaltet hatte, studierte er nach 1817 in Halle Botanik und in Berlin Mineralogie. 1819 habilitierte er sich in Breslau und  wurde 1824 Professor der Mineralogie und 1825 Prorektor am Magdalenen-Gymnasium in Breslau. Im Jahr 1830 wurde er zum Mitglied der Leopoldina gewählt. 1848 wurde er Ehrenmitglied des Vereins für vaterländische Naturkunde in Württemberg. Seit 1854 lebte er als Privatmann teils in Halle, teils in Görlitz und starb am 18. Juli 1858.

## Schriften
- Charakteristik der schlesisch-mineralogischen Literatur (Breslau 1827–32, 2 Bde.)
- Über den Jurakalk von Kurowitz (Breslau 1841)
- Bemerkungen über Terebrateln  (Breslau 1845)
- Über einige neue fossile Tierformen aus dem Gebiet des Karpathensandsteins (Breslau 1850)
- Beiträge zur Kenntnis der nordischen Geschiebe und ihres Vorkommens in der Oderebene um Breslau (Breslau 1854–1856) und
- Geognostische Beschreibung der preußischen Oberlausitz (Görlitz 1858)

Glocker publizierte auch zahlreiche Erstbeschreibungen von Mineralien:
- 1831 und 1839 Pyrargyrit und Baryt-Cölestin
- 1847 Arsenopyrit, Halit, Liparit, Quecksilberfahlerz, Sepiolith und Sphalerit.